# Centre National de Recherche sur le Mithan
 (novembre 2024).
Le Centre National de Recherche sur le Mithan (ou National Research Centre on Mithun, NRCM) est un centre de recherche autonome situé au Nagaland, en Inde, qui vise à développer un système d'élevage scientifique et durable du Mithan (Bos frontalis, une espèce de bovin). Il est créé à Medziphema (en) dans le district de Chümoukedima au Nagaland sous le Conseil Indien de la Recherche Agricole (ICAR). Fondé en 1988, le mandat de l'institut est redéfini en 1997 et 2006,.
Sa fonction principale est l’identification, l’évaluation et la caractérisation du matériel génétique du mithan disponible dans le pays ainsi que la conservation et l’amélioration de l'espèce pour sa viande et son lait. Il sert de dépositaire de matériel génétique et de centre d'information sur le mithan.